# ルドルフ・ウーレンハウト
ルドルフ・ウーレンハウト（Rudolf Uhlenhaut, 1906年7月15日 - 1989年5月8日）は、ドイツの自動車技術者である。ダイムラー・ベンツの技術者として著名で、1930年代から1950年代にかけてのメルセデス・ベンツの自動車レース活動における車両設計で知られるほか、それらレースカーの公道仕様車である、ガルウィングドアで有名な300SLクーペや、自身の名が冠され通称される300SLR “ウーレンハウトクーペ”もそれぞれ彼の手に成るものである。

## 経歴

### 初期の経歴
1906年7月、イギリスのロンドンで、ウーレンハウトは当時ドイツ銀行ロンドン支店の支店長だったドイツ人の父と、ロンドンの文法学校であるトリントンスクールで働いていたイギリス人の母の間に生まれた。一家は後にベルギーのブリュッセル、次いでドイツのブレーメンへと移り住んだ。
ウーレンハウトは大変なスキー好きであったこともあり、近郊に良質なスキー場を多く抱えたミュンヘンは彼の心を捕らえ、ミュンヘン大学（ルートヴィヒ・マクシミリアン大学ミュンヘン）へと進み、機械工学を修めた。

### ダイムラー・ベンツ
1931年、ダイムラー・ベンツに雇われたウーレンハウトは、同社本社のあるシュトゥットガルトに移り、同社のテスト部門（研究開発部門）でフリッツ・ナリンガーの下で働き、メルセデス・ベンツ170V（W136）の開発に携わった。

### W125の開発

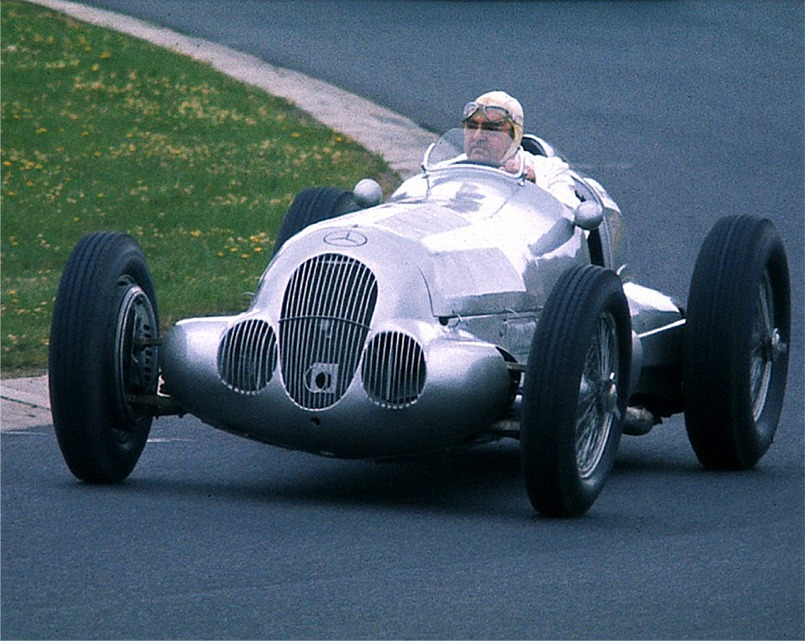
ウーレンハウトが最初に開発に携わったレーシングカー、メルセデス・ベンツ・W125

1936年のグランプリ・シーズンにメルセデスチームはメルセデス・ベンツ・W25のホイールベースを短縮するなどの変更を施したW25ショートカーを投入したが、この車両は開発に失敗し、ライバルのアウトウニオン勢に対して劣勢が明らかだった。
そのため組織再編が行われ、同年半ばにナリンガーのテスト部門の下にレーシングカーの開発を専門に扱う「レース部門」（Rennabteilung）が新設されることになり、ウーレンハウトはその責任者に抜擢された。
レース部門の最初の仕事はW25ショートカーの問題箇所の分析となり、同年8月にニュルブルクリンク（北コース）でテストを行った。チームのレギュラードライバーであるルドルフ・カラツィオラ、マンフレート・フォン・ブラウヒッチュがテスト日程を終えて去った後もウーレンハウトはサーキットに留まり、自らW25のステアリングを握って周回を重ねた。ウーレンハウトはそれまでレースカーの設計経験こそなかったものの、ニュルブルクリンクは市販車のテスト走行で走りなれており、高速走行についても経験は豊富だったためレーシングカーの操縦も可能であり、自ら走り込みを行ってカラツィオラとブラウヒッチュが報告していた問題点の洗い出しを行った。
このテストにより、ウーレンハウトは同車の欠点がシャシー剛性の低さとサスペンションにあることを見抜き、「新型車を開発したほうが良い」という結論をナリンガーに報告し、翌年に向けた新車を設計するにあたり、シャシー剛性とサスペンションの路面追従性の向上を焦点とした開発が行われることになった。
こうして完成した新たな“シルバーアロー”メルセデス・ベンツ・W125は、1937年のグランプリ・シーズンを席巻し、前年の雪辱を果たすことに成功した。その翌年は、エンジン規則改正があったこともあり、新車W154を用意し、同車も1938年と翌1939年の選手権を圧倒した。
なお、W125に搭載されていたスーパーチャージャー付き直列8気筒5.6リッターエンジン（M125）はレース仕様でも600馬力近い出力を発揮していたとされており、そのため、W125はその高出力について特筆されることが多く、サーキットレースカーとしては1960年代中盤にグループ7カー（Can-AM）が登場するまで、グランプリカーとしては1980年代のターボ時代になるまでの期間、レース史上でも最もパワフルな車だったと特記される。

### 第二次世界大戦
1939年のグランプリ・シーズンでは、9月に第二次世界大戦が勃発（ポーランド侵攻）したため、メルセデスチームはこの年の終盤に開催された非選手権への参戦を取りやめた。母親がイギリス人であるウーレンハウトは戦中はゲシュタポの監視対象となるが、引き続きダイムラーで働き、DB 603を初めとする、航空機エンジンのシリンダーヘッド部などの開発に携わった。
戦後、一時ダイムラー・ベンツを離れ、ドイツ国防軍が使用していたトラックを使った小さな運送会社を営んだり、イギリスで王立電気機械工兵（REME）に2年ほど携わるなどの活動をした。

### 300SLの誕生
1948年、ウーレンハウトはダイムラー・ベンツに復帰した。
1951年、当時ダイムラー・ベンツの技術担当重役となっていたナリンガーの提案により、メルセデス・ベンツのレース復帰が決定する。その決定により、再びレース部門の責任者となったウーレンハウトは、翌1952年に向けてメルセデス・ベンツ・W194（300SL）を設計した。これは1951年に発売されたW186のエンジン（M186エンジン）を流用したレースカーで、シャシーはウーレンハウトが戦前から温めていたスペースフレームのアイデアを用いて設計された。本車は、そのスペースフレームの鋼管によってサイドシルが高くなり、通常のドアを置くことは困難だったため、ウーレンハウトは上開きのガルウィングドアを採用することでその問題を解決した。
戦前に作っていたグランプリカーに比べれば小排気量の車ではあるが、軽量なアルミ製ボディを採用したことで重量はおよそ860kgと軽く、1952年のル・マン24時間レースとカレラ・パナメリカーナ・メヒコをともにを1-2フィニッシュで制するなど、レース復帰早々から、この車はメルセデスチームに目覚ましい成績をもたらすこととなる。
ル・マン24時間レースでの300SLの優勝について、これはドイツ車としてもドイツ国籍のチームとしてもルマン初勝利であり、ドイツ人が優勝するのもこの時のヘルマン・ラングとフリッツ・リースが初めてで、タイヤもコンチネンタル、そして設計者のウーレンハウトもドイツ人という、全てがドイツ製による優勝だった。その次にドイツ車がルマンで優勝するのは20年近く後の1970年のポルシェ（917K）まで待つこととなり、ドイツの他社に対しても大きく先駆ける勝利だった。
このW194は純粋なレースカーで市販の予定はなかったが、アメリカ人の輸入車ディーラーであるマックス・ホフマンがダイムラー・ベンツを説得したことにより、市販バージョンが誕生することになった。それがメルセデス・ベンツ・W198、通称300SL（300SLクーペ）である。ウーレンハウトは公道仕様への再設計を自ら手掛け、300SLはガルウィングドアで知られるクーペが1954年に発表され、クーペは1955年から1957年にかけて、次いで発表されたロードスターは1957年から1963年にかけて販売された。
本車はメルセデス・ベンツを代表する車種のひとつとしてよく知られることとなり、登場から半世紀以上経った2009年には本車をモチーフにしたメルセデス・ベンツ・SLS AMGが発売された。

### W196の圧勝
グランプリレースへの復帰を計画したメルセデスチームは、2.5リッターエンジン規定が導入される1954年を見据え、戦前のW154以来となる新車開発を進め、ウーレンハウトの下で完成したのがメルセデス・ベンツ・W196（W196R）である。開発の遅れにより、チームの参戦と車両の投入は同年第4戦となったが、参戦初戦のフランスグランプリでは、予選で1位と2位を占め、決勝でも1-2フィニッシュを飾り、それを皮切りに、参戦した6戦を4勝し、ファン・マヌエル・ファンジオに彼にとって2つ目のドライバーズタイトルをもたらすこととなった。
開幕戦から参戦した翌1955年もW196はライバルのランチア（D50）、フェラーリ、マセラティ（250F）らを寄せ付けず、シーズン全7戦中5勝を挙げ、その5勝の内、第4戦から最終戦（第7戦）は4戦連続の1-2フィニッシュを遂げ、さらにその内の第6戦イギリスグランプリではW196に乗った4人全員で1-2-3-4フィニッシュを達成するという圧勝ぶりであった。
W196は2年連続でファンジオにチャンピオンシップタイトルをもたらしたが、当時のF1にはコンストラクターズタイトル（製造者部門のチャンピオンタイトル）が存在しなかったため、2年に渡ってシーズンを圧倒したにもかかわらず、メルセデスがチャンピオンタイトルを得ることはなかった。チームとしてのメルセデスがF1で世界タイトルを初めて獲得するのは半世紀以上後の2014年のこととなる。
ウーレンハウトが設計したW196は参戦した全12戦中9勝（非選手権も含めると14戦中11勝）しており、メルセデスが大きなアドバンテージを築いたままこの2年のみで活動停止したことで印象が強いこともあり、F1史上においても名車の1台に挙げられることが多い車となっている。

### 300SLRとウーレンハウトクーペ
1954年のW196（W196R）をベースに、2座席のレース用スポーツカー仕様に再設計して、1955年に完成させたのがメルセデス・ベンツ・300SLR（W196S）である。
300SLRは元々はクーペ仕様（屋根付き）となることが予定されていて、実際に制作されたが、ドライバーからの反対意見があり、実戦で使用された車両は全てオープン仕様（屋根なし）となった。
1955年のスポーツカー世界選手権（全6戦）に第3戦から参戦し、ル・マン24時間レースを除く3戦を全て優勝（かつ1-2フィニッシュ）し、シリーズチャンピオン争いでも全戦に参戦したフェラーリを僅差で振り切り、メルセデスにチャンピオンシップタイトルをもたらした。
1955年に、ウーレンハウトが設計した車両はF1でもスポーツカー世界選手権でも結果を残したが、この年のル・マン24時間レースで起きた、観客83名とメルセデスドライバーのピエール・ルヴェーが死亡したモータースポーツ史上最悪の大事故により、ダイムラー・ベンツは1955年限りでレース活動を休止することを決めた。
1955年のこの決定以降、ウーレンハウトにレースカーを設計する機会が訪れることはなかった。
レース活動の休止後、ウーレンハウトは300SLRクーペ仕様の内の1台（7号車）を公道仕様に改造した。この車はあくまでダイムラー・ベンツ所有の車両だが、ウーレンハウト自身がパーソナルカーとして使用したことから、ウーレンハウトクーペとして知られることとなる。レース用プロトタイプ車両から転用しているため、当然のことながら、当時としては最速の公道車両で、静粛性のため巨大なマフラーが付けられてなお最高速は時速290kmは出たとされ、ウーレンハウトがミュンヘンからシュトゥットガルトまでを走った際も、その距離（今日の道路で240km弱）をおよそ1時間で走ったとされる。
この“ウーレンハウトクーペ”はその後はシュトゥットガルトのメルセデス・ベンツ博物館の所蔵品となっている。

### その後
その後は、ダイムラー・ベンツの技術担当重役として数々の市販車の開発に携わり、1972年にダイムラー・ベンツを退職するとともに自動車設計の仕事からも引退した。人材育成には関心がなかったため、後継者と呼べる人物はいなかったとされる。
1989年にシュトゥットガルトで死去。

## 人物

### ドライビングエンジニア
エンジニアでありながら、レーシングドライバー並に速くレーシングカーを運転する能力を持っていたことで知られ、自身が設計したレーシングカーのテスト走行を自らもステアリングを握って行っていた。そのため、早くから「ドライビングエンジニア」と呼ばれるようになった。
これに関連して、「レースに出て死亡したり負傷したりされると会社が大損害を被るため、レース出場を禁じられていた」といった、真偽不明の逸話が伝説となって残されている。
よく知られているエピソードとして、「ニュルブルクリンク（北コース）におけるW196Rの走行テストでファンジオが車の性能に不平を漏らしたところ、ウーレンハウトが背広とネクタイ姿のまま運転を代わって1周3秒速いタイムを出して、"君はもう少し練習したほうが良い"と言って、ファンジオを黙らせた」という話が知られる。この逸話も真偽は不明だが、当時のニュルブルクリンクのラップタイムはおよそ10分であり、走行するタイミングによって路面の状態も異なるため、あり得なくはない話という見解もある。
記録のある事実として、1955年ベルギーグランプリでは練習走行でW196のスペアカーの走行距離を稼ぐ必要が生じたため、ウーレンハウトもステアリングを握って参加し、その際にスターティンググリッドで上位に並べるだけのタイムを記録している。
「なぜ超一流のドライバーよりも速くニュルブルクリンクを走れたのか」と質問されたウーレンハウトは、自分はニュルブルクリンクのことは知り尽くしており、なおかつ単独走行だったためであると答え、レースで速く走れることとテストで速く走れることは本質的に違うことであって自分は決して優れたドライバーではない、そこは間違えないで欲しい、と語ったという。

### 私生活
上述のように、自動車の運転に非常に長けた人物だったが、自身で自動車を所有したことは生涯なかった。
晩年は補聴器を必要とするようになった。これは車の騒音により耳を痛めたためだと言われている。

## 代表作
ウーレンハウトが主導して開発した車両を以下に例示する。

### レーシングカー

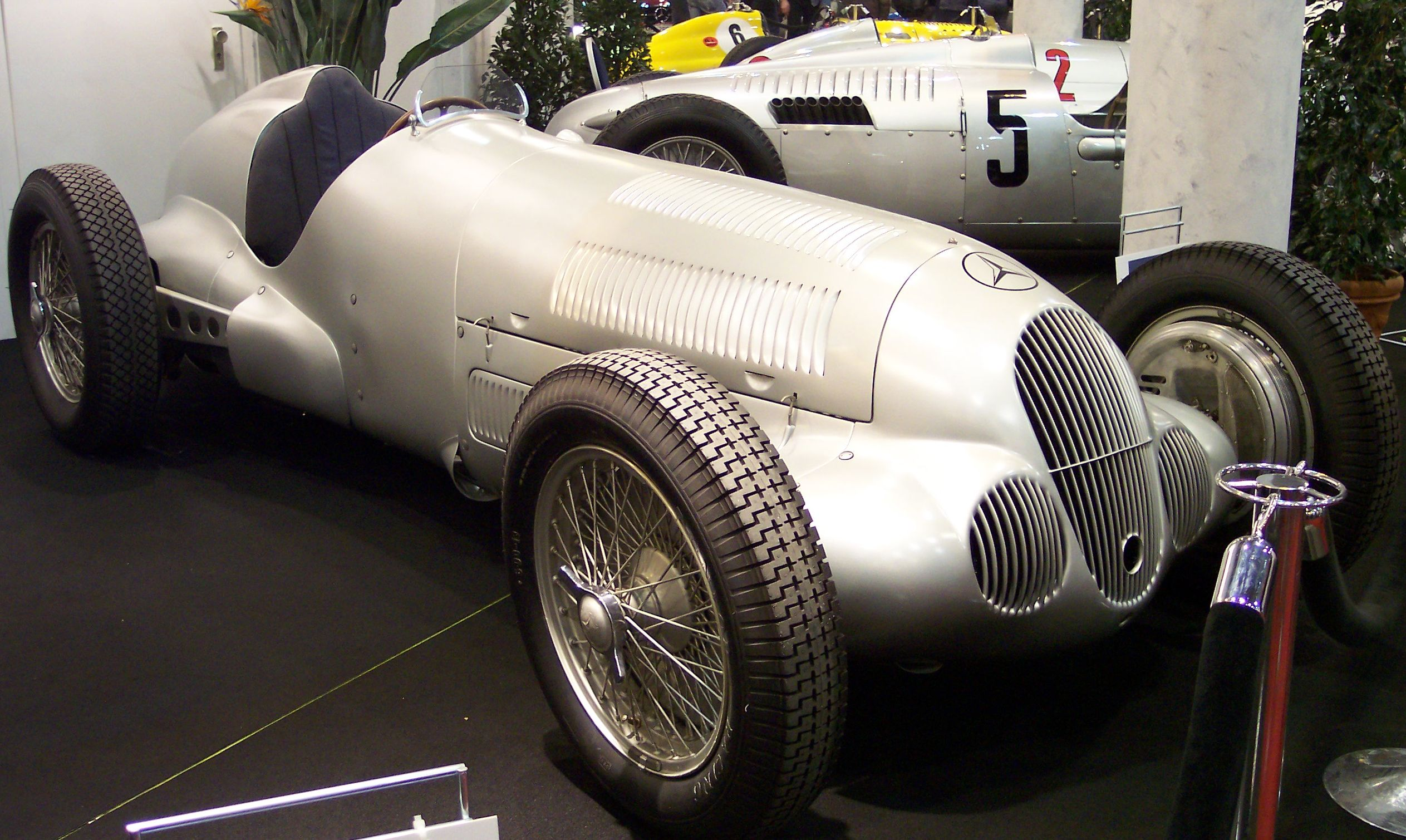
1937年 W125
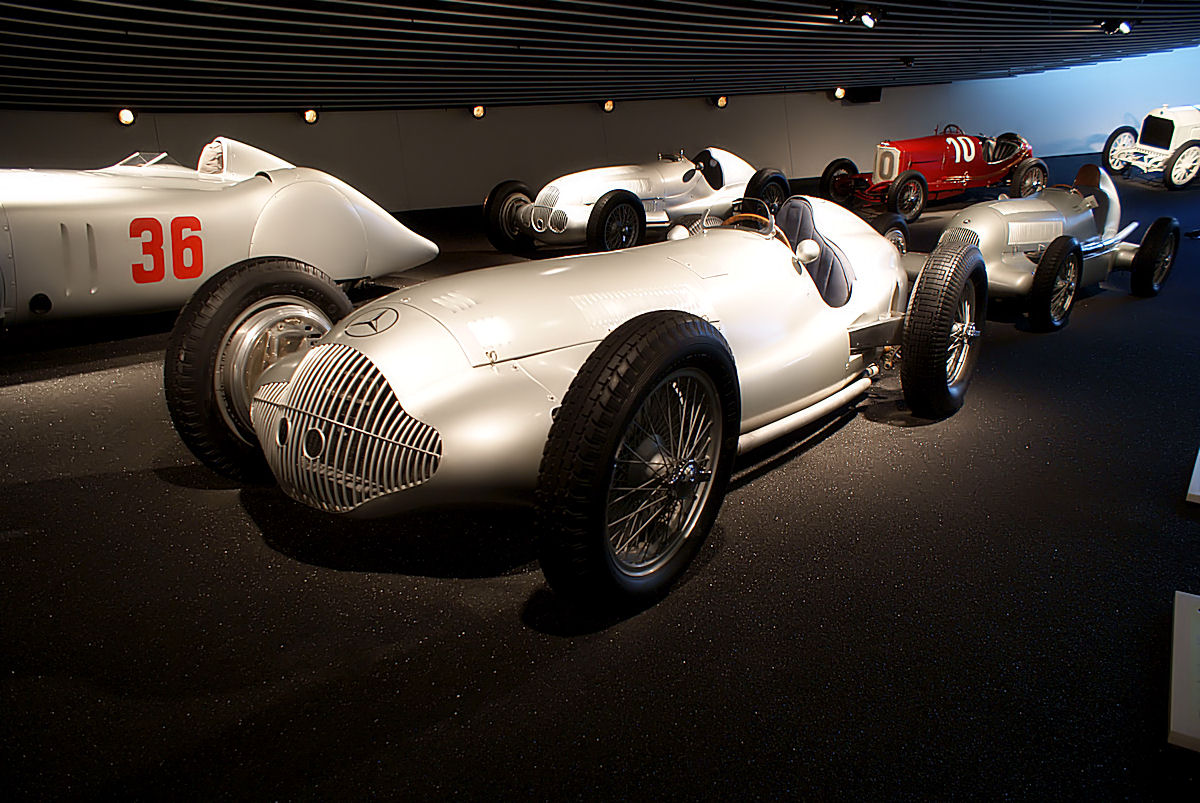
1938年 W154
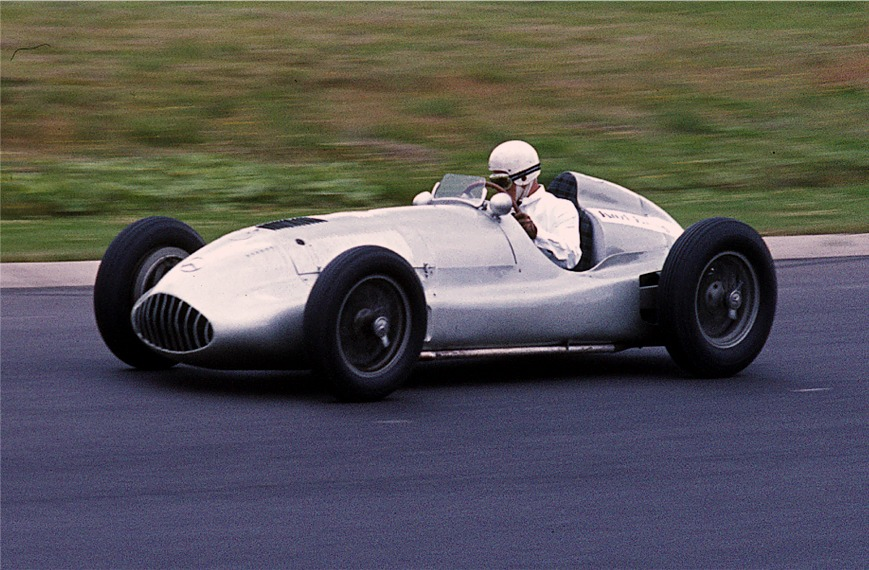
1939年 W165
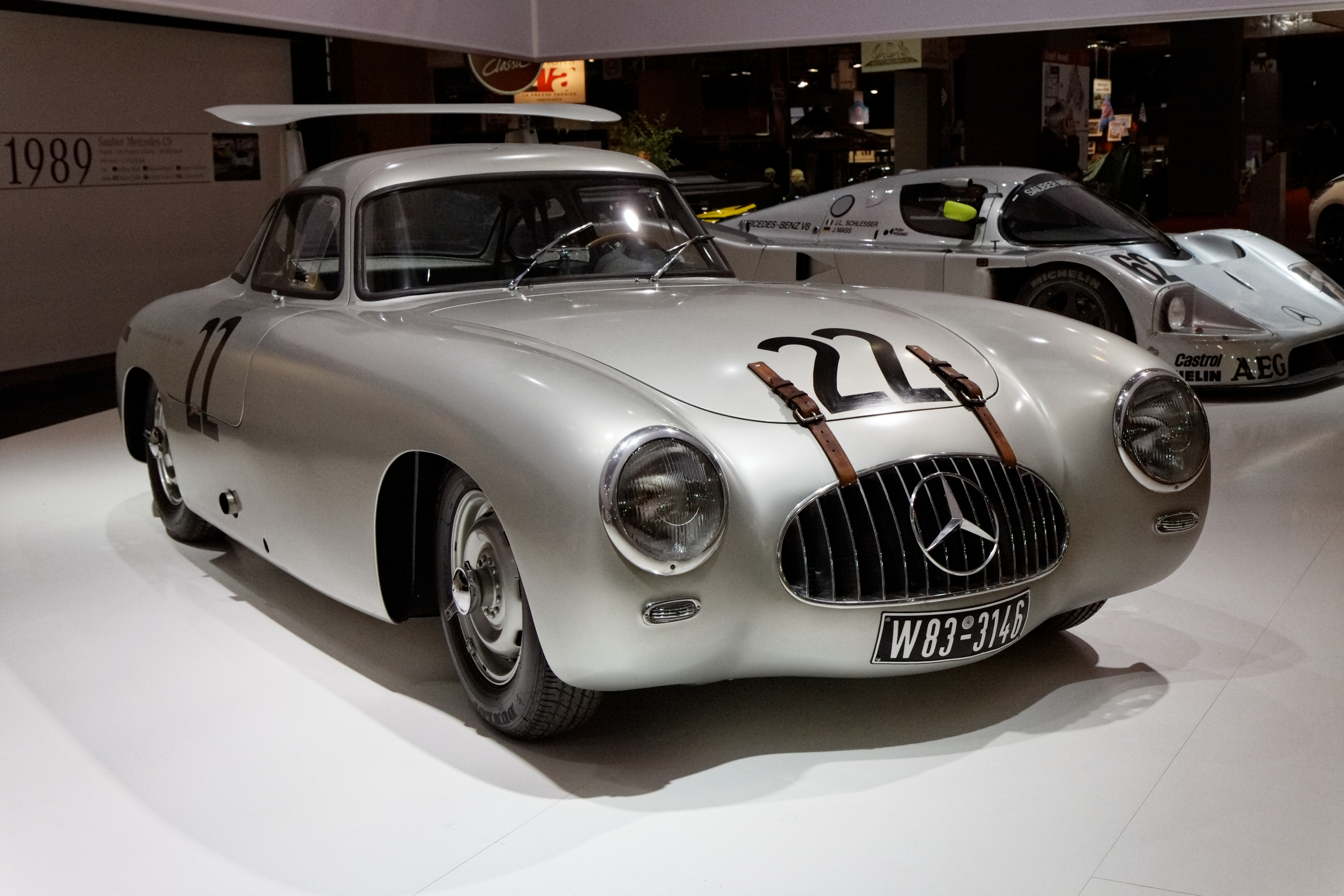
1952年 300SL (W194)
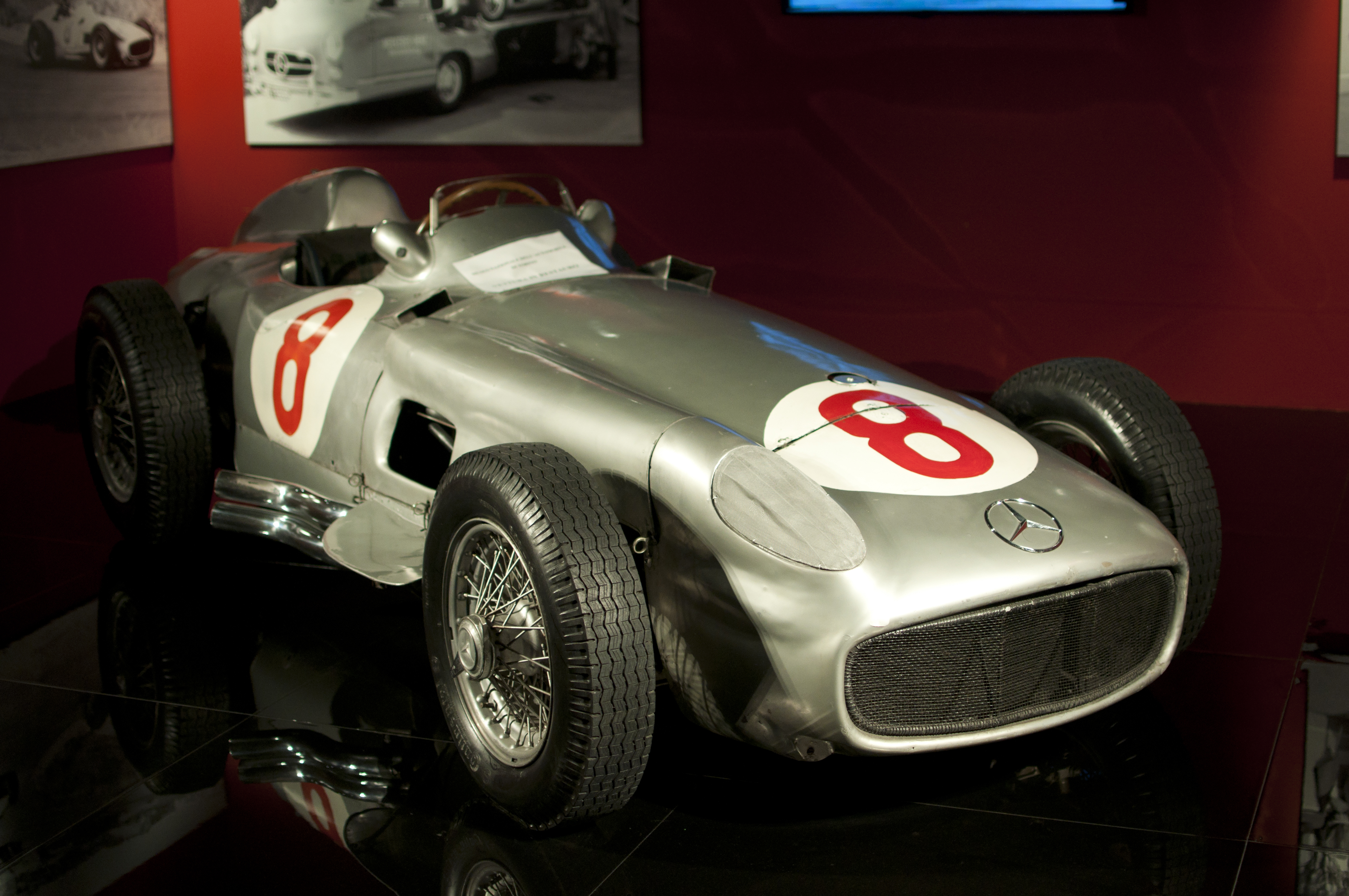
1954年 W196 (W196R)
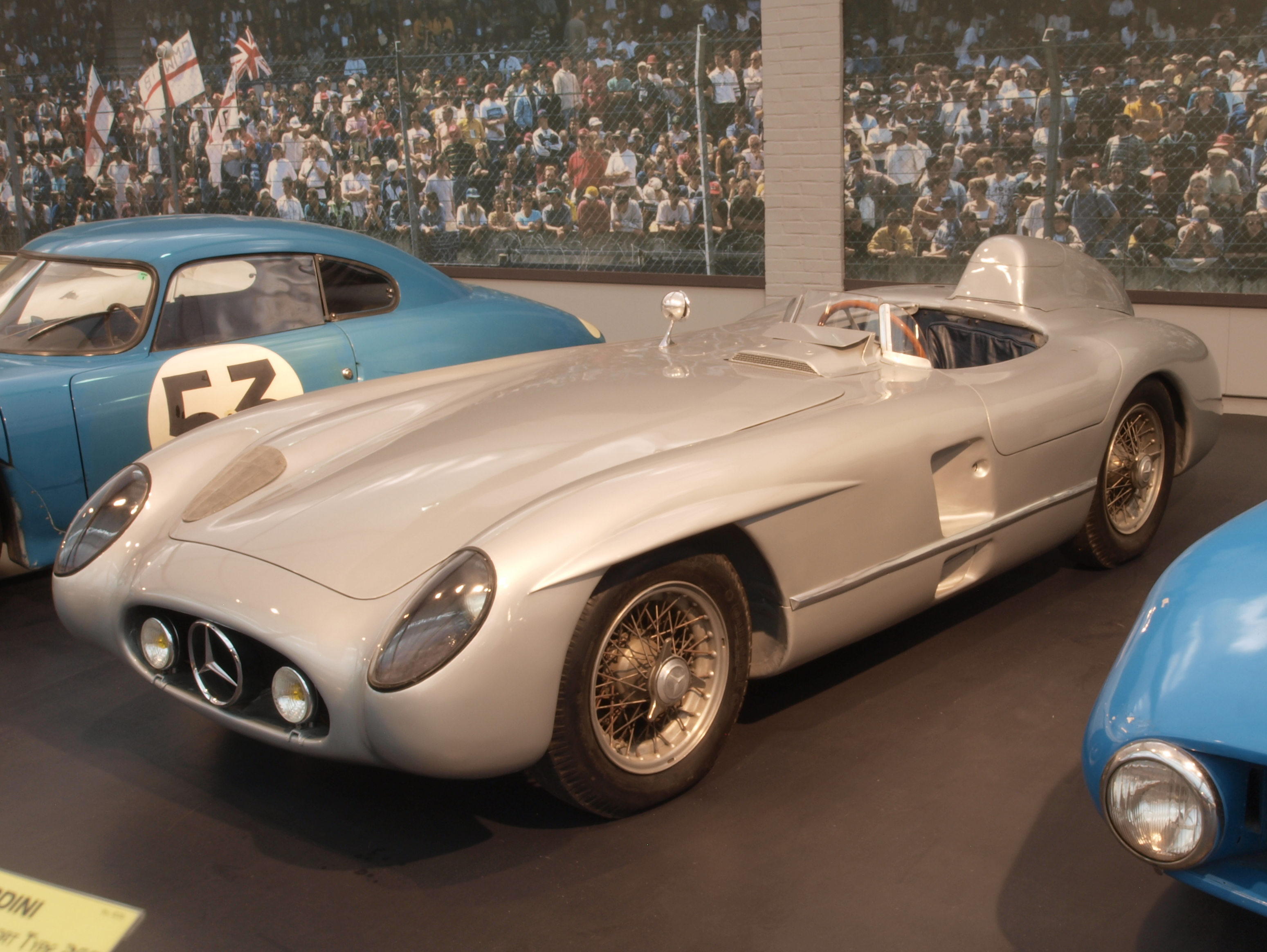
1955年 300SLR (W196S)

### 市販車
- SL系（SLクラス）

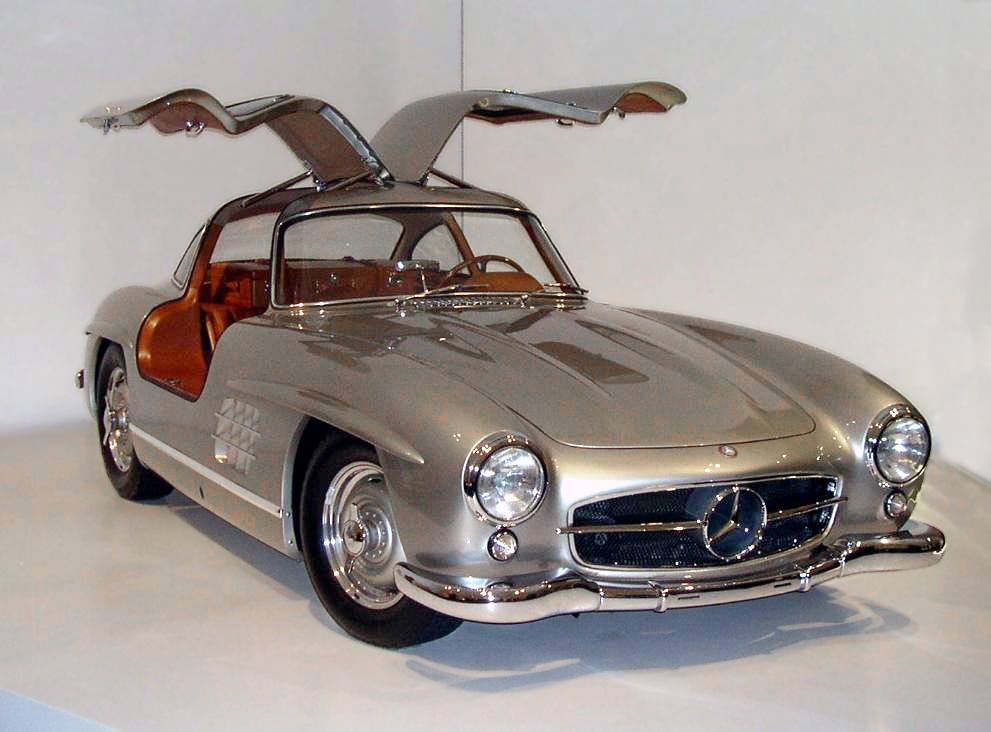
1954年 300SL (W198)[注釈 14]
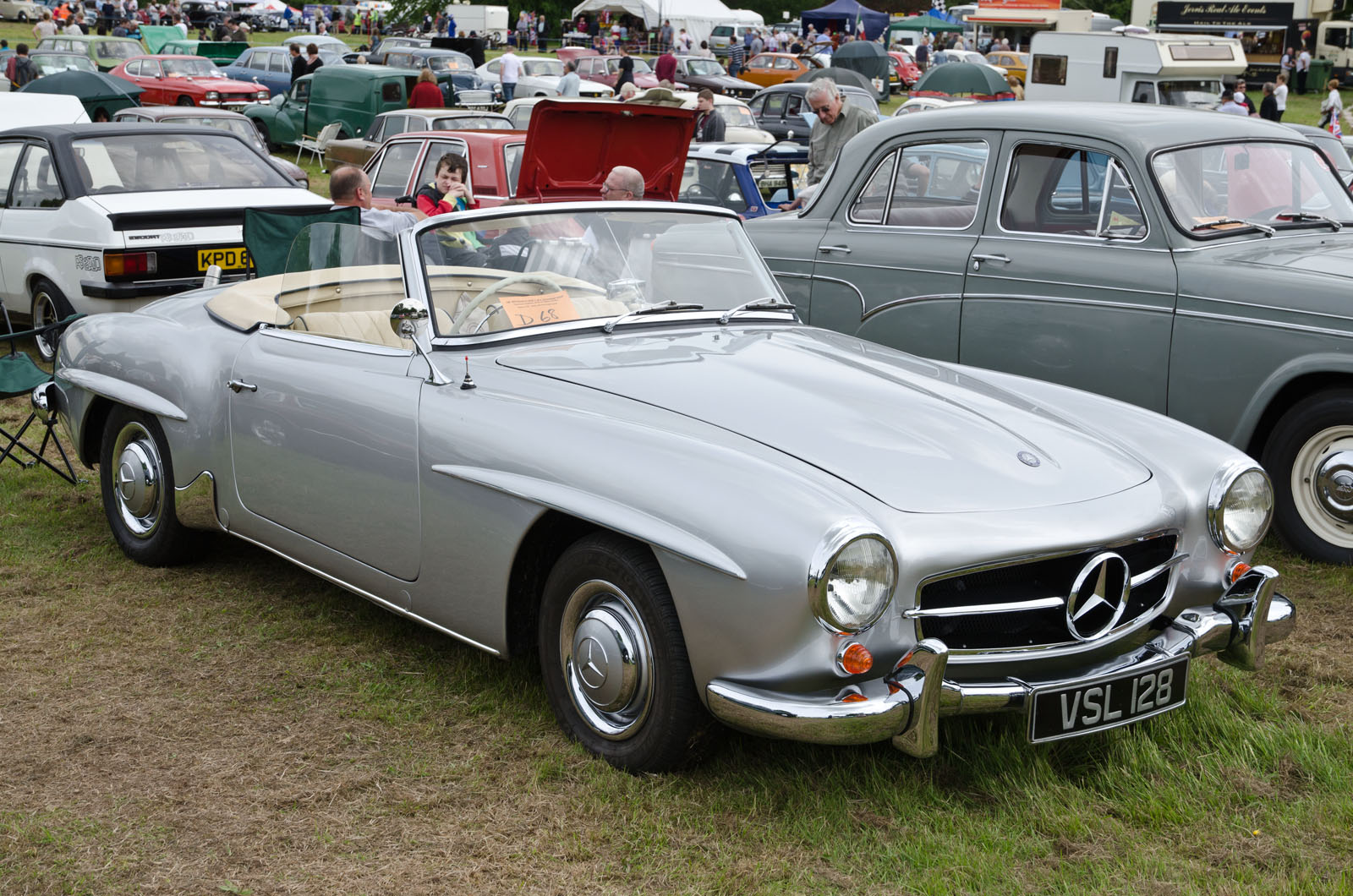
1955年 190SL（英語版） (W121)
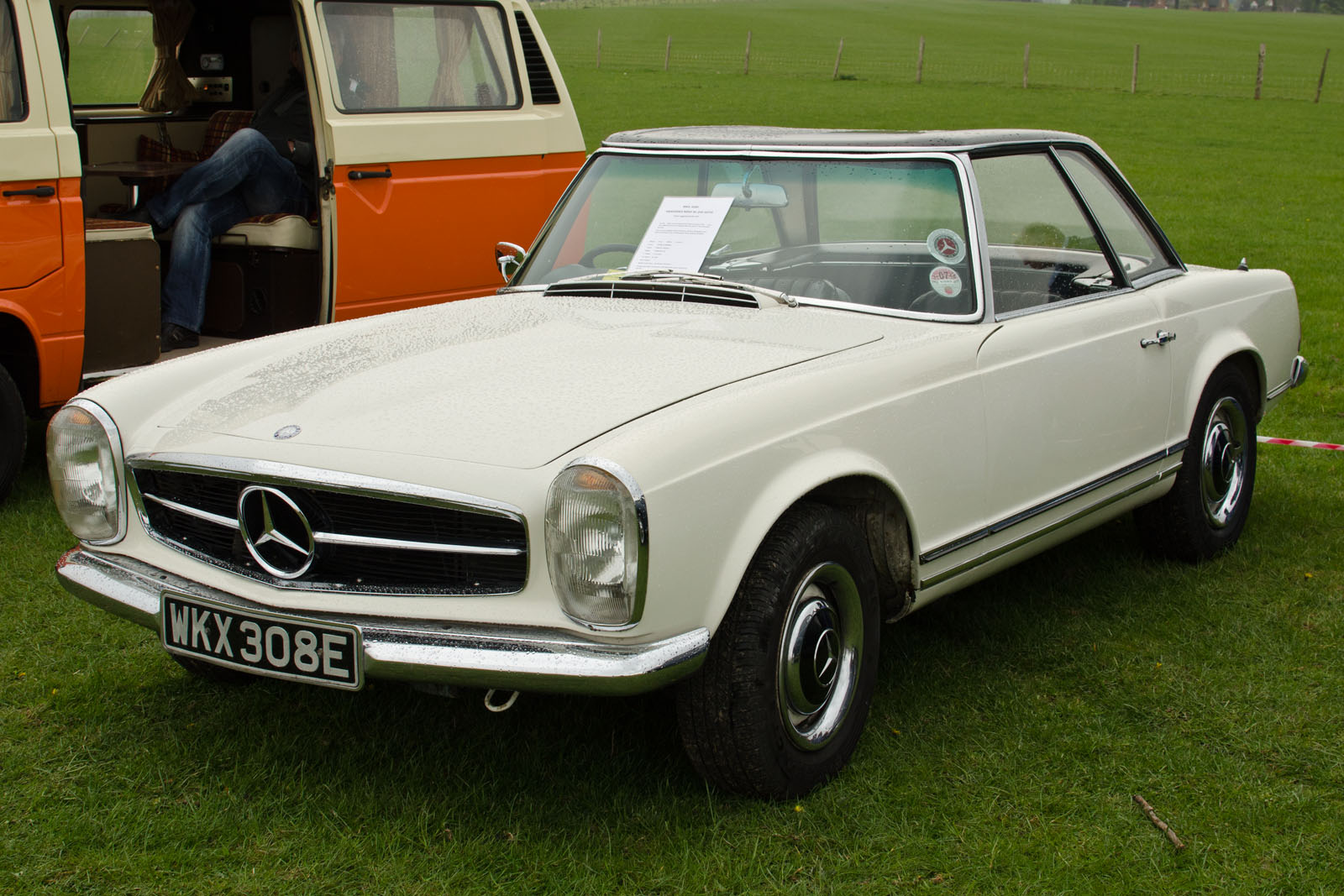
1963年 230SL/250SL/280SL（英語版） (W113)
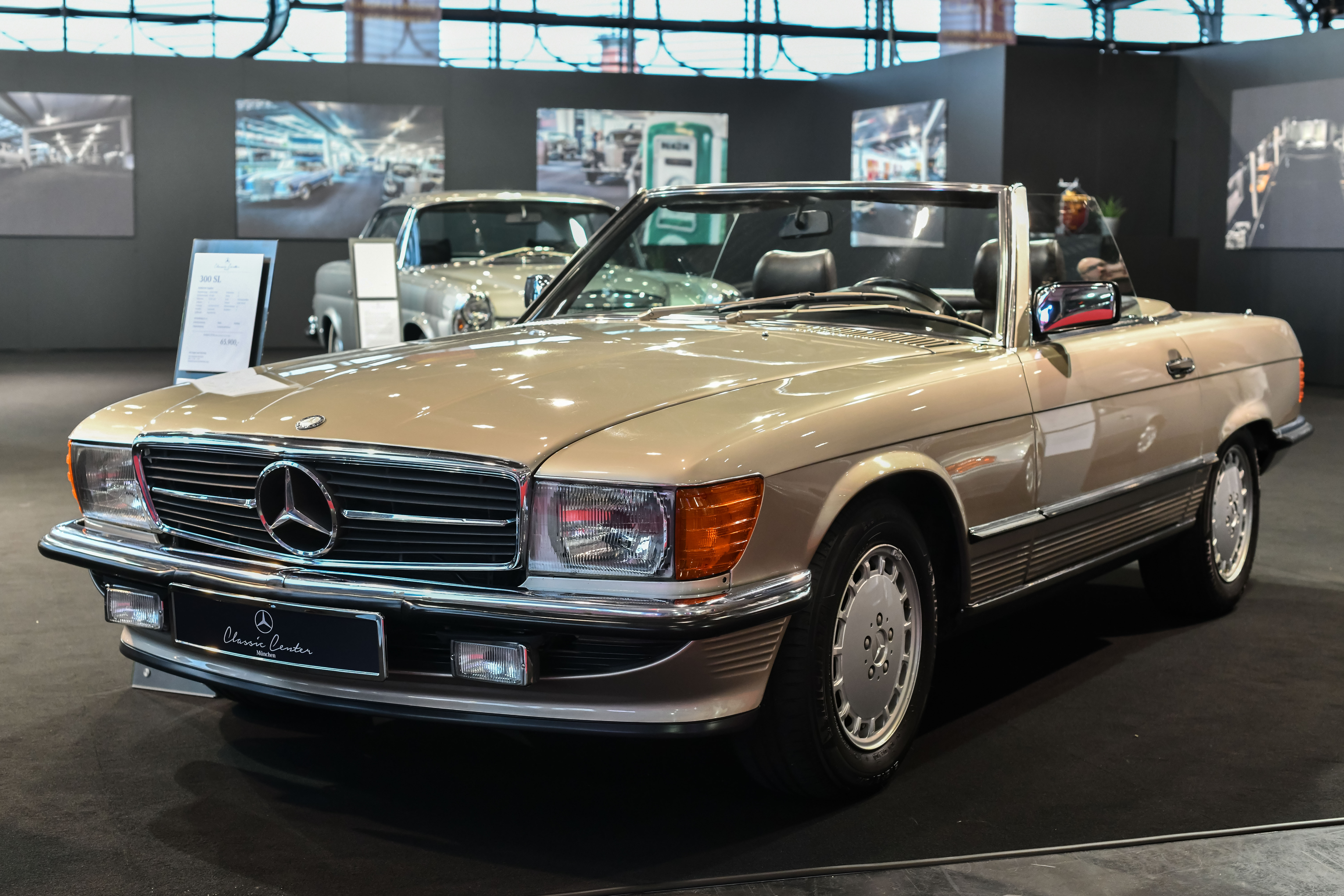
1971年 300SL（英語版） (R107)

- セダン（後のSクラス）

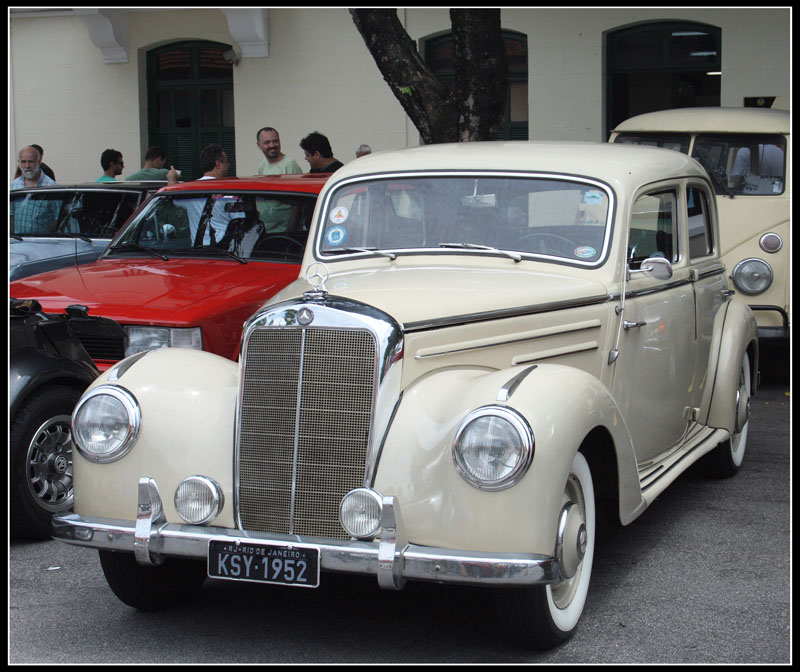
1951年 W187（英語版）
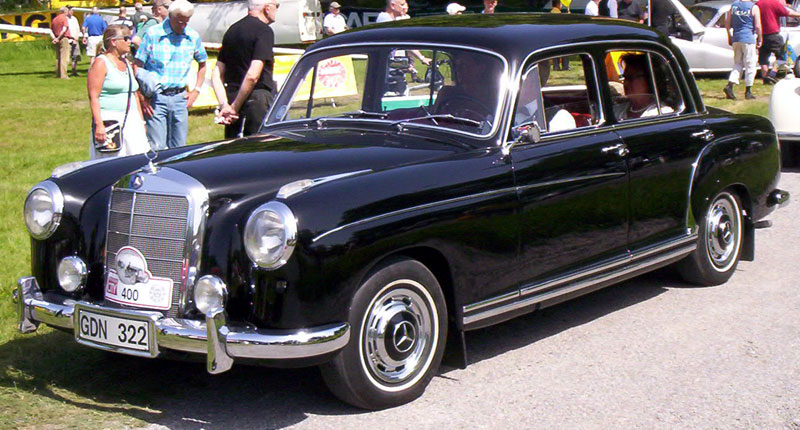
1954年 W180（英語版）
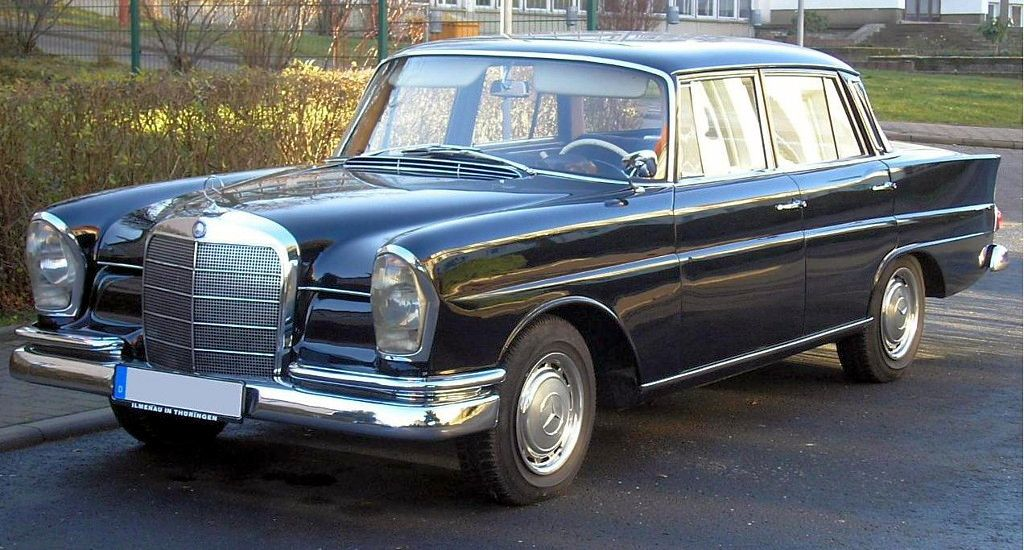
1959年 W111（英語版）
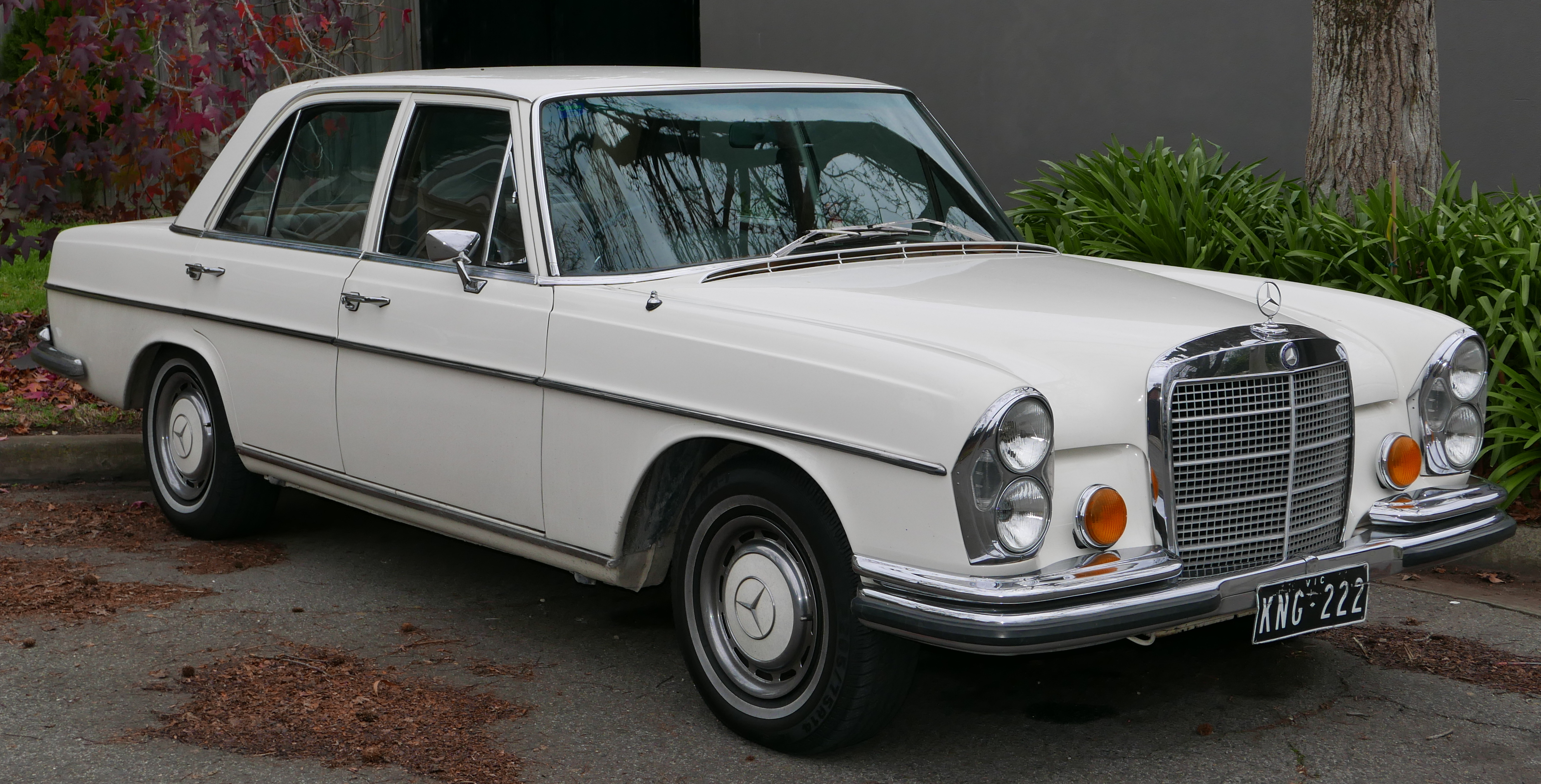
1965年 W108（英語版）

### その他

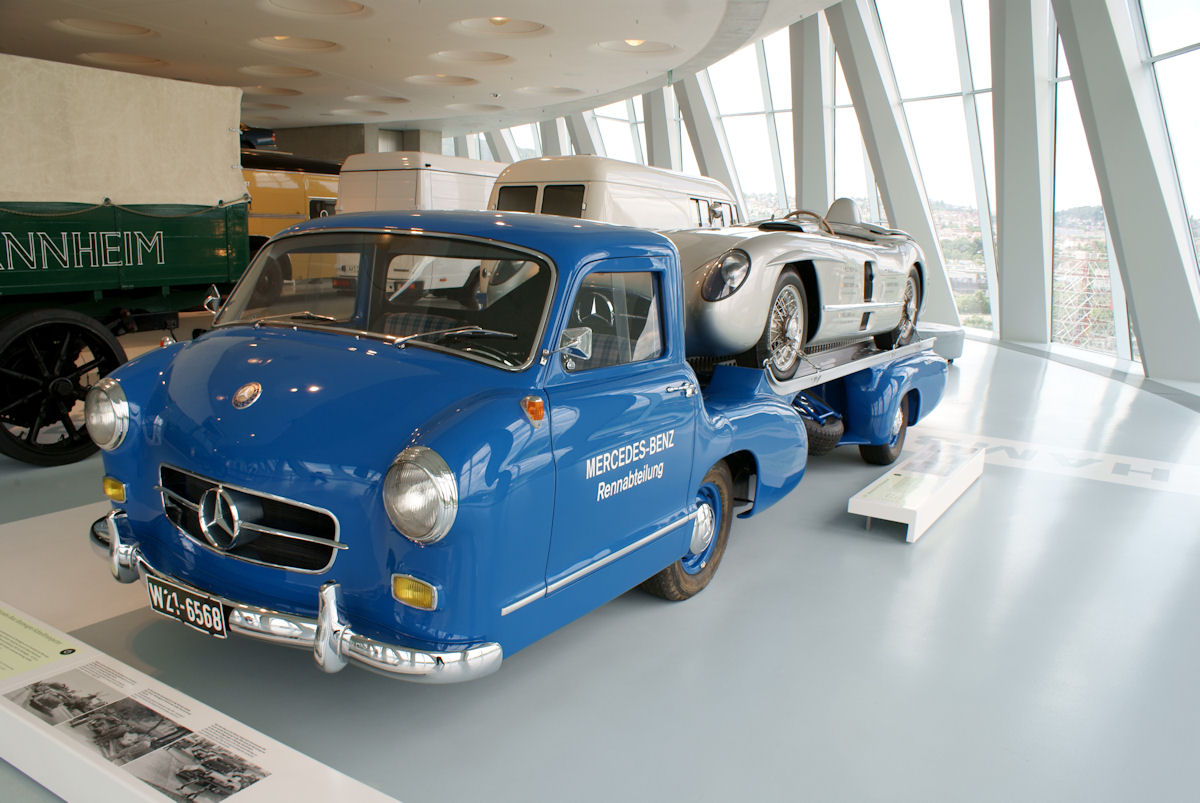
1954年 レントランスポーター
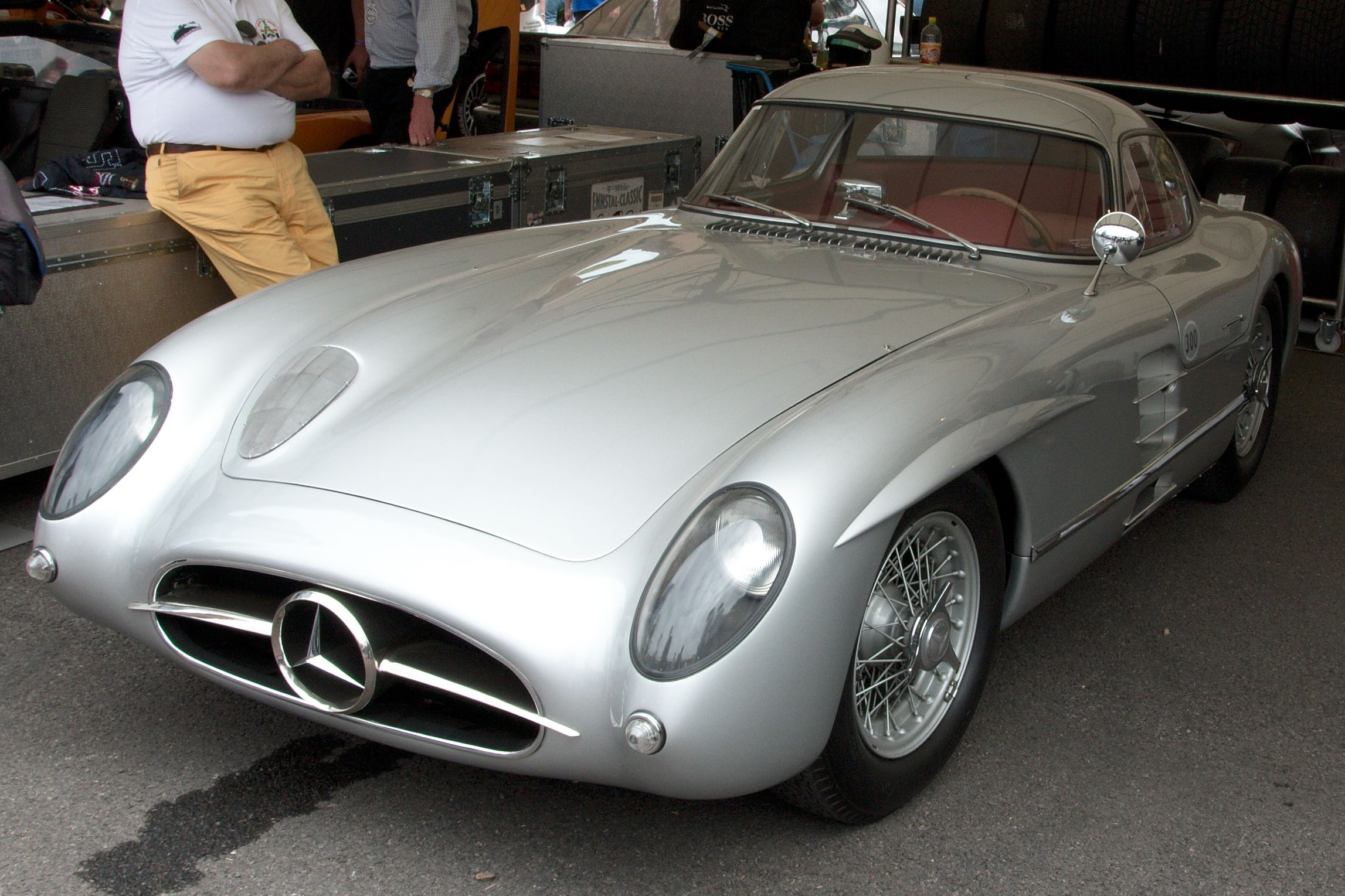
1955年 300SLR ウーレンハウトクーペ

## 栄典
- 1954年・ドイツ連邦共和国功労勲章一等功労十字章（Verdienstkreuz I. Klasse）